# 北見東インターチェンジ
北見東インターチェンジ（きたみひがしインターチェンジ）は、北海道北見市端野町川向（旧端野町）にある北見道路および端野高野道路のインターチェンジ。
2021年現在、端野高野道路は事業中である。

## 歴史
- 2013年（平成25年）
  - 2月18日：IC名称を「東10号」から「北見東IC」に正式決定。
  - 3月31日：北見道路（北見西IC - 当IC間）が開通し供用開始[4]。
  - 12月24日：地域活性化インターチェンジとして、当IC - 北見中央IC間に北見川東ICが設置[5][6]。
- 2021年（令和03年）度：端野高野道路工事着手[7][8]。

## 周辺
- 常呂川
- 愛し野駅（JR北海道・石北本線）

## 接続する道路
- 直接接続
  - 北海道道1024号川向端野線
- 間接接続
  - 北海道道122号北見端野美幌線
  - 北海道道556号緋牛内北見線
  - 国道39号

## 隣
E61 北見道路
(2-1) 北見川東IC - (3) 北見東IC
E61 端野高野道路
(3) 北見東IC - 北見端野IC（事業中）